# Willibald Ruttensteiner
Willibald Ruttensteiner (ur. 12 listopada 1962 w Steyr) – austriacki działacz i trener piłkarski.

## Kariera
Jako piłkarz Ruttensteiner występował w amatorskich zespołach Union Wolfern, SK Amateure Steyr, Union Vöcklamarkt oraz FC Union Wels. Jako trener prowadził ATSV Sattledt oraz BNZ FC Linz U-18. Potem był asystentem trenera FC Linz, a także szefem trenerów tego klubu. Następnie pracował jako koordynator w Österreichischer Fußball-Bund, a także kierownik kadry Austrii U-21. Od 2001 roku jest także dyrektorem sportowym ÖFB.
W 2005 roku Ruttensteiner został tymczasowym selekcjonerem reprezentacji Austrii. Poprowadził ją w meczach eliminacji do mistrzostw świata w 2006 z Anglią (0:1) i Irlandią Północną (2:0). Następnie ustąpił ze stanowiska, ale w 2011 roku ponownie został tymczasowym trenerem kadry Austrii. Tym razem pod jego wodzą reprezentacja również rozegrała dwa spotkania, oba w ramach eliminacji do mistrzostw Europy w 2012: z Azerbejdżanem (4:1) i Kazachstanem (0:0).

## Źródła
- Profil na eu-football.info (ang.)